# Quest
Quest [kvest] se nejčastěji vyskytuje v RPG hrách (výjimečně v jiných žánrech). Jde o úkol, který hráč nebo skupina hráčů plní za účelem získání odměny. Odměnou může být zisk zkušeností, nová schopnost nebo kouzlo, cenný předmět, herní měna, přístup k novým místům, postup ve hře, nebo kombinace předchozích.

## Přehled
Některé questy se dají splnit za pár minut, některé trvají hodiny, nebo dokonce dny a týdny. Obecně platí, že čím delší doba a úsilí potřebné pro splnění, tím lepší odměna.
Další funkcí questů je zpomalení postupu hráče a přerušování stereotypů (například jednotvárné zabíjení monster).
Existují i vedlejší questy, jejichž splnění není pro postup ve hře nutné. Mohou ale hráči přinést různé výhody.

## Druhy questů
Zabíjecí quest nutí hráče zabít určitý počet monster, nebo určitou herní postavu. Často je nutné také zadavateli questu přinést nějaký důkaz jeho splnění, například zvířecí ohony nebo useknutou hlavu.
Dalším druhem je tzv. doručovací quest. V něm je nutné donést určitou zásilku (předmět, zprávu) z jednoho místa do druhého. Takovýto úkol může hráče posílat skrz nebezpečné území, nebo někdy bývá přítomen časový limit.
Sběrný quest hráči ukládá sehnat určité předměty, například květiny k vytvoření lektvaru nebo součástky k sestrojení zařízení.
Posledním typem je eskortovací quest, ve kterém je nutné doprovodit nějakou přátelskou postavu přes nebezpečné území, aniž by byla zabita. Zde často bývají problémy s umělou inteligencí NPC, kdy se chová nepředvídatelně nebo nemůže najít cestu.
Existují ještě další druhy questů (například puzzle questy, ve kterých musíte vyřešit nějakou hádanku, atd.), ale ty jsou méně časté.